# 楊思非
楊思非（1922年—1951年7月16日），湖北省漢陽市人，保密局湖北站漢口組運用員，1950年3月，保密局湖北站漢口組中校組長朱培榮與楊思非在香港，朱培榮擬派楊思非接出妻子，但朱培榮妻子不願離開，楊思非於是帶著妻子韓凌生赴香港，途經廣州時遭到中共情報單位攔獲，期間將保密局漢口局所有工作暴露給中共漢口工作人員張逸凡，並且加入中國共產黨從事情報工作，妻子韓凌生也一併加入工作，受命潛台進行情報工作。
楊思非返回香港後，並未向朱培榮堤集在廣州所發生的事，並曾用化名韓昌壽向廣東中共社會部機關負責人陳禪傳遞情報，告知朱培榮之動態。1951年1月2日來台後替友人帶管制貨物化妝品52件進口，台灣省保安司令部偵悉楊思非有為匪工作情事。
楊思非知道案發後，乃尋求朱培榮協助，朱培榮基於同僚情誼，讓他將自白書填寫日期月日顛倒，填寫1月5日，以期自首於犯罪被發現前之條件。1951年5月11日楊思非與妻韓凌生以顛覆國家並著手實行被判處死刑，1951年7月16日槍決於台北水源路刑場 。

## 紀念
2013年10月 北京西山國家森林公園的無名英雄廣場上立有無名英雄紀念碑，為紀念來台灣在1950年代被處決「隱避戰線烈士」而設立，楊思非銘刻於紀念碑上，為中華人民共和國追認之烈士。